# Frutioidia ricei
Frutioidia ricei är en insektsart som först beskrevs av Ross 1965.  Frutioidia ricei ingår i släktet Frutioidia och familjen dvärgstritar.
Artens utbredningsområde är Kenya. Inga underarter finns listade i Catalogue of Life.